# Tipula flavidula
Tipula flavidula är en tvåvingeart som beskrevs av Alexander 1940. Tipula flavidula ingår i släktet Tipula och familjen storharkrankar. Inga underarter finns listade i Catalogue of Life.